# Bombycodes aspilaria
Bombycodes aspilaria är en fjärilsart som beskrevs av Achille Guenée 1858. Bombycodes aspilaria ingår i släktet Bombycodes och familjen mätare. Inga underarter finns listade i Catalogue of Life.